# Carreraomyia alpuyeca
Carreraomyia alpuyeca là một loài ruồi trong họ Asilidae. Carreraomyia alpuyeca được Cole & Pritchard miêu tả năm 1964. Loài này phân bố ở vùng Tân nhiệt đới.